# 深澳發電廠
深澳發電廠是位於臺灣新北市瑞芳區深澳的火力發電廠，由台灣電力公司經營，1960年投產，2007年因機組老舊而除役。原有3部燃煤發電機組，完工時為台灣發電量最大的發電廠，也是台灣首座大型發電廠，主要供應北台灣電力需求。原有重建計畫，最終決議停止。

## 沿革
深澳發電廠原稱「深澳火力發電所」，1960年第一部機組併聯發電，共設置3部機組，總裝置容量為40萬瓩，是台灣第一個採用高壓高溫再熱機組的火力電廠，當年是全球最先進的發電設備。完工啟用當時超越大觀發電廠（大觀一廠），成為台灣最大的發電廠，曾經是二戰後東南亞發電量最大的發電廠，第2部及第3部燃煤發電機組，分別於1961年及1966年商轉。1965年以後，台灣電力公司將「發電所」名稱改成「電廠」，日本時代留下來的「發電所」名稱至此不再使用，於是深澳火力發電所更名為「深澳火力發電廠」。1967年，深澳發電廠佔台電37%的發電量。
由於原有機組已老舊發電效率低，深澳發電廠於2007年9月30日除役，三部機組總供電量超過1,125.3億度。除役後台電隨即展開更新擴建計畫，拆除舊廠房，將原地整建成裝置兩部八十萬瓩超臨界燃煤機組的新電廠。
2006年6月30日，深澳電廠「更新擴建計劃」通過環境影響評估，行政院編列9年新臺幣11億8千萬元預算，同年7月25日行政院環境保護署公告環評結果，同年12月14日行政院院長蘇貞昌核定擴建計畫。此擴建計畫中，除更新發電機組外，亦將新建超過一千公尺長的水泥堤防。
2010年，行政院節能減碳推動會會議紀錄中，台電對「既有火力電廠效率全面提升」的報告中提及深澳電廠擴建計畫，行政院副院長朱立倫裁示汰舊換新。
預計深澳發電廠發電量更新後將達到160萬千瓦，替代已除役的老舊燃煤發電機40萬瓩，機組發電量增加四倍，發電量為原有機組的4倍。預計興建的新電廠採用超超臨界燃煤機組及相關新技術，發電效能將高於舊機組。2018年4月19日，行政院發言人徐國勇為深澳發電廠辯護，說「你家旁邊放一桶煤跟放一桶瓦斯，你會喜歡哪一個，自己心裡想一想」，被反深澳燃煤電廠自救會要求道歉。2018年7月9日，徐國勇證實，深澳電廠規劃進程不變。2018年10月，新北市市長朱立倫表態：「反燃煤電廠，不反深澳設電廠。」
2018年10月5日，行政院院長賴清德表示，如果環保署通過台灣中油第三天然氣接收站興建案環境影響評估，天然氣發電能滿足電力需求，行政院會同意經濟部重新評估是否要興建深澳發電廠。但中央研究院生物多樣性研究中心研究員陳昭倫表示，行政院是說「重新評估」、沒說「不蓋」深澳發電廠，2018年九合一選舉前不蓋、選後再蓋，都是一貫的欺騙與誤導民眾的說法。10月8日，預定設於桃園觀塘的第三天然氣接收站環評通過，環保署副署長詹順貴請辭。10月12日，賴清德宣布停止興建深澳發電廠。

## 發電機組
| 名稱     | 鍋爐類型       | 發電機類型     | 機組數量 | 發電燃料    | 裝置容量（MW） | 商轉日期   | 狀態          |
| -------- | -------------- | -------------- | -------- | ----------- | -------------- | ---------- | ------------- |
| 一號機   | 德国VKW公司製  | 美国西屋公司製 | 1        | 燃煤/燃料油 | 75MW           | 1960年1月  | 2007年9月除役 |
| 二號機   | 日本三菱重工製 | 美国西屋公司製 | 1        | 燃煤/燃料油 | 125MW          | 1961年12月 | 2007年9月除役 |
| 三號機   | 美国B&W公司製  | 美国西屋公司製 | 1        | 燃煤/燃料油 | 200MW          | 1966年5月  | 2007年9月除役 |
| 新一號機 |                |                | 1        | 燃煤        | 600MW          |            | 已取消        |
| 新二號機 |                |                | 1        | 燃煤        | 600MW          |            | 已取消        |

## 爭議

### 生物相關議題

259.996x259.996像素

電廠所在之深澳灣，就是潛水人稱「番仔澳水晶宮」的潛水地點。在深澳電廠停用之後，海域干擾減少，環境逐漸恢復。可以在當地海域找到柳珊瑚（海扇）、燕魚、黑鯛、小丑魚、海龜等等生物。生態獨立研究者梁珆碩表示，深澳電廠必須興建燃煤港，港口位置有許多蕈狀岩，且春天到夏天藻類非常豐富，珊瑚覆蓋度也有2、3成，若未來蓋了燃煤電廠，冷卻口也在此，水溫超過32度，珊瑚就會開始白化，並連帶影響到棲息於珊瑚礁之生物。
且由於電廠興建後必須興建超過一千公尺長的堤防，將會破壞灣內的海藻床，連帶的魚苗成長、覓食的場所、近海魚類的避難所等水下生態系都受衝擊，石花菜等經濟藻類也將失去生育地。

### 空氣品質相關議題
新北市政府環境保護局簡任技正孫忠偉提到：「我們PM2.5的年平均濃度，去年已經達到17.1，離我們國家的標準值15只差了2.1。也因此我們1月份已經宣佈，未來不再核發生煤使用許可。但是深澳燃煤電廠興建之後，PM2.5將會增加到1.9，這樣會使我們新北市過去所有努力都化為烏有。」 新北市環保局也表示，依深澳燃煤電廠環評報告中的空氣品質模擬結果，PM2.5日平均值最大濃度值落點於九份老街、黃金博物館至陰陽海一帶，除影響在地居民健康，並可能衝擊當地觀光。
新北市環保局委託中興大學環境工程系教授莊秉潔模擬深澳電廠汙染模式，結果發現深澳電廠PM2.5日平均增加量，是台電環境差異分析報告書模擬值的3倍以上。環保局表示，因深澳電廠的地勢不平坦，台電委託評估的空氣品質模式屬於「高斯擴散模式」，比較無法準確評估影響程度，莊秉潔所使用的軌跡模式，對不平坦地形有較準確的評估，此外，因為兩者的測量方式，在理論基礎、假設條件上的不同，所以導致模擬結果不同。莊秉潔引用台電報告書內空氣模擬設定及煙道條件，並以2013年氣象資料重新模擬空氣品質。新北委託模擬結果出爐發現，深澳電廠汙染的主要影響範圍，除原認知的新北市、台北市與基隆市，桃園市、新竹縣及宜蘭縣也在高度影響範圍，尤其以宜蘭縣的影響最高，桃園市其次，新北市第三，且新北市汙染值是台電評估的3倍以上。對此，環保署表示，新北是採取環保署不推薦的的方式進行模擬，軌跡模式目前並沒有實際運用在空環評報告中的空氣品質模擬，而是多用於火災之煙流模擬，故產生三倍的差異是因為模擬方式不同。
針對民眾對空氣品質劣化的擔憂，行政院長賴清德於2018年3月表示，深澳電廠未來將會使用「乾淨的煤」，此言論引起相當多民眾議論。台電表示，國際上燃煤的分類大致是以熱值區分，由高至低分別為無煙煤、煙煤、亞煙煤、褐煤及泥煤等，國內發電鍋爐規範選定時會考量很多因素（如燃煤輸儲、購煤限制、空汙排放及鍋爐特性等），台電在兼顧環保與機組效率考量下，統一採購低硫、低灰、高熱值、低汞的煙煤或亞煙煤搭配混燒，不使用含水量高及熱值低的褐煤、泥煤。此外，深澳電廠採高效率的超超臨界機組，還有最先進的汙染防制設施空汙排放濃度接近環保署規定之天然氣排放標準。

### 類似改建計畫
- 大林電廠更新改建計畫
- 林口發電廠

## 外部連結
- 深澳電廠更新計畫環差報告空氣品質模擬相關資料 （页面存档备份，存于）
- 「深澳發電廠更新擴建計畫環境影響說明書第1次環境影響差異分析報告暨變更審查結論」專案小組初審會議紀錄 （页面存档备份，存于）
- 「深澳發電廠更新擴建計畫環境影響說明書第1次環境影響差異分析報告暨變更審查結論」專案小組第2 次初審會議紀錄 （页面存档备份，存于）